# Pismo
 Ovo je glavno značenje pojma Pismo. Za druga značenja pogledajte Pismo (razdvojba).
██ latinica (alfabetsko)
██ ćirilica (alfabetsko)
██ Hangul (obilježajno pismo)
██ ostali alfabeti
██ arapsko pismo (abdžadsko)
██ Ostala abdžadska
██ Devanagari (abugidsko)
██ Ostala abugidska
██ slogovno pismo
██ kinesko pismo (logografsko)
Pismo je vrsta strukturiranog sustava vizualnih simbola koji služi za zapisivanje jezika.
Svi sustavi pisanja zahtijevaju:
- skup osnovnih elemenata ili simbola, koji se nazivaju znakovi ili grafemi, a zajednički pismo;[1]
- skup pravila koje razumije i dijeli određena zajednica za dodjeljivanje značenja osnovnim elementima;
- jezik čije su konstrukcije predstavljene tim pismom;
- neki način fizičkog predstavljanja simbola na trajnom ili polutrajnom mediju.

## Vrste pisama
Najstarija prava pisma bila su primarno logografska, zasnovana na piktogramima i ideogramima. Za razliku od pretežito mnemoničkih i ideografskih prapisama, prava pisma predstavljaju jezične iskaze koje bilo koji drugi govornik može rekonstruirati bez većih odstupanja. To podrazumijeva i bilježenje gramatičkih morfema, koji su uvelike nepostojeći kod prapisama.  
Većina pisama se može ugrubo podijeliti na tri skupine: logografska, slogovna, i alfabetska (ili segmentalna); međutim, sva se tri ponekad nađu u jednom sustavu pisanja u različitim udjelima, što često otežava kategorizaciju pisama.  
Danas najprihvaćeniju tipološku podjelu osmislio je lingvist Peter T. Daniels, a pisma je svrstao u 6 skupina:
| vrsta pisma | što znak predstavlja              | primjer             |
| ----------- | --------------------------------- | ------------------- |
| logografsko | morfem                            | kinesko pismo       |
| slogovno    | slog                              | japanske kane       |
| alfabet     | fonem (suglasnik ili samoglasnik) | latinica            |
| abugidsko   | fonem (suglasnik + samoglasnik)   | indijski devanagari |
| abdžad      | fonem (suglasnik)                 | arapsko pismo       |
| obilježajno | fonetsko obilježje                | korejski hangul     |

## Povijest
Smatra se da su se neki notacijski znakovi, crtani uz slike životinja, pojavili već u gornjem paleolitiku Europe oko 35 000 godina pr. Kr., te da su upravo ti znakovi predstavljali rani oblik pisma. Nekoliko je simbola korišteno zajedno kako bi se izrazile informacije o sezonskom ponašanju lovljenih životinja.
Porijeklom pisma se, međutim, češće smatra lončarska faza neolitika ili kasni neolitik, kada su predpismeni glineni žetoni bili upotrebljavani za zapisivanje količine stoke i dobara. Ti su se žetoni utiskivali u površinu okruglih glinenih bula, koje su služile i kao spremnici za žetone. S vremenom su bule i žetone zamijenile glinene pločice na koje su se znakovi zapisivali stilusom. Pravo je pismo prvi puta zapaženo u nalazima iz Uruka, s kraja 4. tisućljeća pr. Kr., a nedugo potom i u drugim predjelima Bliskog istoka.
Prva je priča o otkriću pisma zapisana u Mezopotamiji, a bila je to epska pjesma Enmerkar i gospodar Aratte iz oko 1800. godine pr. Kr., u kojoj gospodar Kulabe unosi riječi u površinu glinene ploče: »Dotad nikad ne bi polaganja riječi na glinu.«
Znanstvenici razlikuju prapovijest i povijest ranog pisma, no dolaze do nesuglasica oko toga kada prapovijest prelazi u povijest i prapismo postaje »pravo pismo«. Definicija je uvelike subjektivna. Pismo je, u općem smislu, metoda bilježenja informacija sastavljena od grafema, koji pak mogu biti sačinjeni od glifova.
Nastanku pisma na nekom području obično slijedi nekoliko stoljeća fragmentiranih zapisa. Povjesničari često određuju povijesnost kulture prema pojavi cjelovitih, koherentnih tekstova na pismu kulture.

### Izum
Dugo se vjerovalo da je pismo izumljeno u samo jednoj civilizaciji. Ta je teorija nazvana »monogeneza«. Znanstvenici su bili uvjereni da sva pisma potječu iz Sumera, te da su se odande proširila preko cijeloga svijeta putem kulturne difuzije. Prema toj teoriji, koncept predstavljanja jezika pisanim oznakama (iako bez pojedinačnosti o sustavu tih oznaka) prenosio se preko trgovaca koji su putovali do različitih regija svijeta.
U međuvremenu su, međutim, otkrivena pisma drevne Mezoamerike, daleko od izvora pisma na Bliskom istoku, čime je dokazano da je pismo izumljeno više puta. Danas se smatra da se pismo vjerojatno izumilo neovisno u barem četiri drevne civilizacije: Mezopotamiji (između 3400. i 3100. g. pr. Kr.), Egiptu (oko 3250. g. pr. Kr.), Kini (1200. g. pr. Kr.) i nizinama Mezoamerike (prije 500. g. pr. Kr.).
Za Egipat se nekoć smatralo da je pismo preuzeo od Sumerana, no više učenjaka tvrdi da se »najraniji tvrdi dokazi pisma iz Egipta od mezopotamijskog razlikuju u strukturi i stilu te su se stoga morali razviti neovisno jedno o drugome. Mogućnost „difuzije poticaja” iz Mezopotamije postoji, ali utjecaj nije mogao biti veći od pukog prijenosa ideje.«
Po pitanju Kine, vjeruje se da su drevni kineski znakovi nezavisni izum zbog manjka dokaza za kontakt drevne Kine i pismenih civilizacija Bliskog istoka, kao i zbog jasnih razlika u mezopotamijskom i kineskom pristupu logografiji i prikazu glasova. Konsenzus jest da se pravo pismo u Kini razvilo tijekom dinastije Shang.
Ipak, oko harappskog pisma civilizacije doline Inda, rongorongo pisma Uskršnjeg otoka i vinčanskih simbola (iz oko 5500. g. pr. Kr.) se i dalje vode rasprave. Niti jedno od tri pisma nije dešifrirano, zbog čega je nepoznato predstavljaju li autentična pisma, prapisma ili nešto potpuno drugo.
Arhaično sumersko pismo i egipatski hijeroglifi obično se smatraju najranijim pravim pismima. Oba su pisma nastala na temelju zasebnih prapismenih sustava simbola između 3400. i 3100. godine pr. Kr., a najraniji cjeloviti tekstovi na oba pisma napisani su oko 2600. godine pr. Kr. Praelamsko je pismo datirano u isto okvirno razdoblje.

## Materijali
Ne postoje čvrste tvrdnje o materijalima koji su najčešće bili upotrebljavani za zapisivanje ranih pisama. U svim je razdobljima praksa bila urezivati pismo u kamen, metal ili koji drugi čvrsti materijal s ciljem osiguravanja trajnosti zapisa. Metali, poput tiskanih kovanica, spominju se kao materijal za zapisivanje, a uključuju olovo, mjed i zlato. Spominje se i gravura pečata u draguljima.

### Amerike
Osim gravure teksta u kamen, u Amerikama se koristio papir od kore stabala zvan amate. Iako nije poznato kada je i gdje proizvodnja amatea započela, najstariji poznati primjerak datira u 75. godinu, a pronađen je u Meksičkoj državi Jalisco i načinjen od vlakna stabla Ficus aurea.

### Azija
Na Indijskom potkontinentu i u Jugoistočnoj Aziji za zapisivanje su se od oko 5. st. pr. Kr. koristili listovi palme. Točnije, u kockasto odrezane i sušene listove palme znakovi su se urezivali oštrim pisaljkama. Nakon urezivanja, na površinu je nanesena boja, koja je zatim obrisana kako bi ostala samo u urezima na listu. Svaki bi list tipično imao rupu, probušenu kako bi se kroz nju provuklo uže te kako bi se listove vezalo zajedno kao svojevrsnu knjigu. Palmini listovi proizvedeni na taj način imali su vijek od oko 600 godina prije nego su započeli zaprimati štetu od vlage, kukaca, plijesni ili krhkosti, zbog čega se dokument morao prepisati na novi set listova. Najstariji su palmini listovi pronađeni u hladnijim podnebljima: Nepalu, Tibetu i središnjoj Aziji, gdje su pronađeni rukopisi iz prvog stoljeća.
U Kini se najraniji zapisi punih rečenica pronalaze na kostima kornjače korištenima u obredne svrhe iz razdoblja 1200. – 1050. godine pr. Kr., u koje su bila urezivana pitanja za proroka. Kasnije se pismo ranijeg 1. st. pr. Kr. urezivalo u broncu i drvo. Za većinu se zapisa od ranog razdoblja vjerojatno koristilo bambus i svilu, no zbog podložnosti tih materijala šteti nije sigurno koliko su se koristili, kao ni koliko dugo. Najranija uporaba štapića od bambusa za zapisivanje u Kini datira u 5. st. pr. Kr., Razdoblje zaraćenih država. Štapići su bili široki tek dovoljno za zapis znakova u stupac, a za duže su se tekstove štapići vezali konopljom, svilom ili kožom kako bi se načinila svojevrsna knjiga imena jiǎncè (kin. 簡冊) ili jiǎndú (kin. 简牍). Oko 105. godine, Cai Lun je osmislio način proizvodnje papira od kore murve, recikliranih ribarskih mreža, konoplje, bambusa i sličnih materijala koji uključuje natapanje, mljevenje i sušenje smjese. Tako dobiven papir bio je značajno jeftiniji i lakši za proizvesti od svile te se proširio na druge dijelove svijeta uz unaprjeđenje procesa proizvodnje.
Slična je kineskom papiru tkanina zvana tapa, korištena pretežito u Aziji i Oceaniji, gdje se počela praviti oko 4000. g. pr. Kr., ali i u Amerikama (od oko 2100. g. pr. Kr.) te Africi. Unutarnja kora murve, smokve ili kruhovca, razdvojena od vanjske, udarala se drvenim maljem kako bi bila tanja. Zbog toga što se lako razgrađuje u podnebljima u kojima je proizvođena, ne postoji mnogo ranijih ostataka, ali osim zapisivanja (obično imena) služi i drugim svrhama, poput pravljenja odjeće.

### Mezopotamija
U Mezopotamiji su čest materijal za zapisivanje bile pločice, vjerojatno izvorno kaldejska praksa, i svitci, izvorno egipatska dosjetka. Kaldejske pločice bile su maleni komadi gline oblikovani u svojevrstan oblik jastuka, gusto ispunjeni znakovima klinastog pisma. Nakon pečenja gline, površina im se prekrila drugim slojem gline na koji bi se ponovno ispisao sadržaj kako bi se osiguralo očuvanje teksta u slučaju uništenja. Slični su tome bili šuplji valjci ili prizme sa 6 ili 8 strana, oblikovani od fine terakote, ponekad glazirani, na kojima su znakovi ocrtani malenim stilusom, kod nekih primjeraka toliko sitno da je za iščitavanje potrebno povećalo.
U Egiptu je glavni materijal bilo znatno drugačiji. Na spomenicima se nalaze prikazi drvenih pločica, no najčešće se upotrebljavao papirus, već oko 3000. g. pr. Kr. Trska od koje se pravio, pronađena uglavnom u Donjem Egiptu, bila je poprilično ekonomična za pisanje. Srž joj je bila izvađena i rastavljena vrlo tankim alatom na tanke trake od kojih se sačinjena. Zatim se poravnavala pritiskom, a trake su se lijepile, dok se još traka postavljalo na njih pod pravim kutom kako bi se omogućila proizvodnja svitka proizvoljne duljine. Tim se izumom, čini se, proširila praksa pisanja u Egiptu.
Kako je papirus zbog velike potražnje i eksporta u druge dijelove svijeta postao preskup, započela je uporaba drugih materijala, među kojima je i koža, pronađena u nekoliko grobnica. Pergamenti, pravljeni od ovčje kože nakon uklanjanja vune za tkanje odjeće, katkad su bili jeftiniji od papirusa, koje se moralo uvoziti u Egipat. Izumom papira od drvenjače, korištenog i danas, cijena materijala za pisanje počela je opadati. U suvremenom je dobu prioritet stavljen na ojačavanje spoja vlakna, pri čemu se razmatraju čvrstoća suhog i mokrog papira.